# Gammelke
Gammelke is een buurtschap in de Twentse gemeente Dinkelland in de Nederlandse provincie Overijssel. Gammelke ligt ten westen van Oldenzaal. Tot de gemeentelijke herindeling van 1 januari 2001 viel de buurtschap onder de gemeente Weerselo. Op 1 januari 2005 telde de buurtschap ongeveer 250 inwoners.
Gammelke viel in de Middeleeuwen (toen ook gespeld als Gammynclo) onder het kerspel Oldenzaal. Later viel het kerkelijk gezien onder de parochie van Deurningen.
Hoofdplaats: Denekamp       Stadje: Ootmarsum

Dorpen: Deurningen · Lattrop · Lattrop-Breklenkamp · Noord Deurningen · Oud Ootmarsum · Rossum · Saasveld · Het Stift · Tilligte · Weerselo

Buurtschappen: Agelo · Beekdorp · Berghum · Breklenkamp · Dulder · Gammelke · Groot Agelo · Klein Agelo · Lemselo · Nijstad · Noordijk · Nutter · Volthe · Zoeke 

Voormalige gemeenten: Denekamp · Ootmarsum · Weerselo

Overijssel · Steden en dorpen in Overijssel      Nederland · Provincies · Gemeenten